# Diocese de Baruipur
A Diocese de Baruipur (Latim:Dioecesis Baruipurensis) é uma diocese localizada no município de Baruipur, no estado de Bengala Ocidental, pertencente a Arquidiocese de Calcutá na Índia. Foi fundada em 30 de maio de 1977 pelo Papa Paulo VI. Com uma população católica de 63.871 habitantes, sendo 0,7% da população total, possui 23 paróquias com dados de 2020.

## História
Em 30 de maio de 1977 o Papa Paulo VI cria a Diocese de Baruipur através do território da Arquidiocese de Calcutá.

## Lista de bispos
A seguir uma lista de bispos desde a criação da diocese em 1977.
|                    | Nome                     | Período            | Notas                                                    |
| Bispos de Baruipur | Bispos de Baruipur       | Bispos de Baruipur | Bispos de Baruipur                                       |
| ------------------ | ------------------------ | ------------------ | -------------------------------------------------------- |
| 3º                 | Shyamal Bose             | 2020 - atual       |                                                          |
| 2º                 | Salvadore Lobo           | 1997 - 2020        | Nomeado administrador apostólico de Asansol 2020 - atual |
| 3º                 | Linus Nirmal Gomes, S.J. | 1977 - 1995        |                                                          |